# مقاطعة كاتوسا (جورجيا)
مقاطعة كاتوسا (بالإنجليزية: Catoosa County)‏ هي إحدى المقاطعات في ولاية جورجيا في الولايات المتحدة الأمريكية.

## أعلام
- غوردون لي
- برستون سميث